# Gary Unmarried
Gary Unmarried je sitcom vytvořený Edem Yeagerem v hlavní roli s Jayem Mohrem, který byl vysílaný na CBS od 24. září 2008 do 17. března 2010. Yeager je také výkonný producent spolu s Ricem Swartzlanderem. Pořad byl produkován televizními společnostmi ABC Studios a CBS Paramount Network Television. Před svou premiérou byl známý jako Project Gary.
14. listopadu 2008 CBS zvýšila počet dílů z třinácti na 22. 7. ledna 2009 byl seriál zvolen Nejoblíbenější novou TV komedií na 35th People's Choice Awards.

## Děj
Seriál se soustřeďuje na život Garyho Brookse a začíná tři měsíce po jeho a jeho exmanželky, Allison Brooks, oficiálním rozvodu. Gary má vlastní malířskou firmu a po rozvodu si koupil vlastní dům. Nyní se snaží posunout ze svého manželství zpět k randění, i když má s manželkou dvě děti ve střídavé péči. Kvůli tomu je obtížné žít život bez Allison.

## Osoby a obsazení
- Gary Brooks (Jay Mohr): Vtipkující a milující, ale lstivý, plánovitý a občas nepoctivý rozvedený otec, kterému se stávají různé nešťastné náhody. Jeho bývalá manželka je Allison Brooks.
- Allison Brooks (Paula Marshall): Garyho problémová bývalá manželka a Luisina a Tomova matka.
- Tom Brooks (Ryan Malgarini): Náctiletý syn Garyho a Allison.
- Louise Brooks Pilot: (Laura Marano) od druhé epizody hraje Kathryn Newton: Garyho a Allison dcera, mladá environmentalistka.
- Vanessa Flood (Jaime King): Garyho první porozvodová, chápající a vlídná přítelkyně, se kterou se Gary seznámil, když jí maloval byt.
- Dennis Lopez (Al Madrigal): Garyho zábavný přítel a spolupracovník.
- Dr. Walter Krandall (Ed Begley mladší): Psychiatr a bývalý manželský poradce Garyho a Allison, nyní zasnoubený s Allison. Je to starší muž o patnáct let starší než Allison, z čehož si Gary rád dělá legraci.